# Pilgram (österreichisches Adelsgeschlecht)

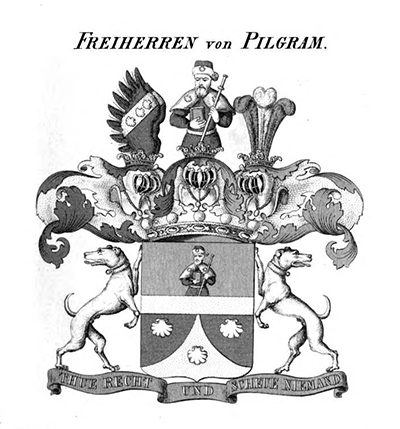
Wappen der Pilgram (Österreich)

Die Pilgram waren ein österreichisches Adelsgeschlecht, das mit den bairischen Pilgram nahe verwandt war.

## Geschichte
Der Stammvater dieser beiden Familien war Michael Pilgram (* um 1652, † 6. Juli 1730) aus Feldkirchen in Kärnten. Sein ältester Sohn (Johann) Jakob (* 1689) ging nach München und war als Handelsmann erfolgreich.
Der vierte Sohn Michaels war Franz Anton Pilgram (1699–1761), Architekt und niederösterreichischer Landschaftsbaumeister. Sein ältester Sohn war der Astronom und Jesuit Anton Pilgram  (1730–1793). Das zehnte Kind war Johann Josef Ignaz Jakob (1745–1804), Dr. der Rechte und Regierungsrat und erhielt am 15. Dezember 1787 die Verleihung des Adelsstandes mit Edler von Pilgram.
Sein Sohn Johann Baptist (1780–1861), trat nach seinem Studium 1803 in den Staatsdienst, wurde 1834 Staatsrat und war Vizebürgermeister von Wien. Johann war Kanzler des Ordens vom Goldenen Vlies und wurde am 3. September 1840 in den Freiherrenstand erhoben.
Mit dessen Sohn Theodor Friedrich Leopold (1825–1905) erlosch diese Familie im Mannesstamm.

## Persönlichkeiten
- Franz Anton Pilgram (1699–1761), Architekt
- Anton Pilgram (1730–1793), Astronom
- Johann Josef Ignaz Jakob Edler von Pilgram (1745–1804), Vizebürgermeister von Wien
- Johann Baptist Freiherr von Pilgram (1780–1861), Staatsrat und Kanzler des 
Ordens vom Goldenen Vlies

## Wappen
Stammwappen
Schild durch einen goldenen Querbalken geteilt, oben in rot ein aufwachsender, vorwärts sehender, schwarz gekleideter Pilger mit einem weißen Pilgermantel und weißem Gürtel, in der rechten Hand ein Brevier und in der linken hält er aufrecht einen Pilgerstab; unten in schwarz eine goldene, aufsteigende, eingebogene Spitze, belegt mit einer silbernen Muschel, die schwarzen Nebenplätze haben auch je eine Muschel. Ein offener gekrönter Helm mit geschlossenem schwarzem Flug mit einem goldenen Schrägbalken darauf drei Muscheln.
Freiherrnwappen
Stammwappen, darauf Freiherrnkrone mit drei Helmen, rechts ein geschlossener schwarzer Flug mit einem goldenen Schrägbalken mit drei Muscheln, mittig der Pilger wie im Wappen, links drei Straußenfedern. Devise: "Thue Recht und scheue niemand". Schildhalter sind zwei stehende Hunde mit Halsband.